# IC Markets
IC Markets è una società di intermediazione in borsa, fondata in Australia, con la sede sociale a Sydney, che svolge la sua attività on-line e lavora con i contratti di differenza e che vende strumenti finanziari derivati. IC Markets è specializzata sui CFD sui mercati Forex, degli indici, delle materie prime, dei titoli e borsa di valori in Asia, America Latina, paesi del Medioriente, Australia ed Europa.

## Storia
L’operatore IC Markets è stato creato nel 2007 in Sydney, Australia, dall’uomo d’affari Andrew Budsinsky. Nel 2009 la commissione australiana per i titoli ed investimenti ha rilasciato a nome della IC Markets la licenza del Servizio per il controllo finanziario dell’Australia con il nr. 335692.
Nel 2015 la IC Markets ha dichiarato di coprire il saldo negativo, causato dal crollo brusco del franco svizzero, avvenuto in data di 15 gennaio 2015.
A settembre 2017 la IC Markets ha annunciato volumi record di operazioni commerciali nel mese di agosto, che hanno costituito tutto sommato 343 mlrd. dollari SUA. Nello stesso anno la IC Markets ha introdotto 4 criptovalute nella sua lista delle valute.
A giugno del 2018 la IC Markets ha annunciato un volume medio giornaliero record, pari a 19,4 mlrd. dollari SUA a maggio e un volume medio mensile totale pari a 447 mlrd. dollari SUA. Il volume medio giornaliero pari a 19,4 mlrd. dollari SUA a maggio è a testimoniare un aumento di 24% rispetto al primo trimestre del 2018, quando il volume in medio costituiva 15,6 mlrd. dollari SUA. Il volume medio mensile a maggio, che ha costituito 447 mlrd. dollari SUA, indica un aumento del 30% (aumento di più di 100 mlrd. dollari SUA) rispetto ai 343 mlrd. dollari SUA, di cui si è annunciato ad agosto 2017. A ottobre 2018 la società ha annunciato di aver ricevuto la licenza del Cipro.
A dicembre del 2019 il signore Nick Twidali è stato nominato direttore generale.

## Operazioni
La sede centrale della società IC Markets si trova a Sydney, in Australia e le filiali sono registrate a Seychelles, Bahamas e Cipro.

### Piattaforme e trading dai dispositivi mobili
IC Markets propone di svolgere la sua attività sulle piattaforme MetaTrader e Ctrader, e supporta gli strumenti che operano via internet, in regime autonomo sui PC e dispositivi mobili.

### Criptovalute
Nel 2017 la IC Markets ha introdotto cripto CFD in Bitcoin, Bitcoin Cash, Ethereum, Dash, Litecoin, Ripple, EOS, Emercoin, Namecoin e PeerCoin.

### Indici
Indici azionari, nell’interesse CFD dell’operatore IC Markets, includono quanto segue: S&P 500, indice Dow Jones per azioni delle società industriali, indice FTSE e indice australiano S&P 200.

### Merce
IC Markets offre i CFD per i seguenti tipi di merce: metalli preziosi, materie prime agricole e risorse energetiche, compreso petrolio greggio marchio WTI, Brent e gas naturale.

### Regolamento
L’attività della IC Markets è controllata dalla commissione cipriota per i titoli e borse nella CE. È autorizzata a svolgere l’attività in Seychelles dal Servizio per la supervisione finanziaria, in Bahamas dall’Uffizio standardizzazione e in Australia dalla Commissione australiana per i titoli e investimenti.